# Tarialan, Uvs
Tarialan (tiếng Mông Cổ: Тариалан) là một sum của tỉnh Uvs ở Mông Cổ. Vào năm 2008, dân số của sum là 4.004 người.

## Lịch sử
Sum được thành lập vào năm 1925 với tên gọi Altan Teel, thuộc tỉnh Dervved Dalai Khan. Đến năm 1934, nó được đổi tên thành sum Tarialan của tỉnh Uvs.

## Địa lý
Sum có diện tích khoảng 2.500 km2. Trung tâm sum, Kharkhiraa, nằm cách tỉnh lỵ Ulaangom 31 km và thủ đô Ulaanbaatar 1.345 km.

### Khí hậu
Tarialan có khí hậu bán khô hạn. Nhiệt độ trung bình hàng năm trong khu vực là 0 °C. Tháng ấm nhất là tháng 7, khi nhiệt độ trung bình là 22 °C và lạnh nhất là tháng 1, với −24 °C. Lượng mưa trung bình hàng năm là 191 mm. Tháng ẩm ướt nhất là tháng 8, với lượng mưa trung bình là 48 mm, và khô nhất là tháng 1, với 3 mm.

## Kinh tế
Sum có một trường học, bệnh viện và khu du lịch.